# Provinciaal ziekenhuis (Noord-Holland)

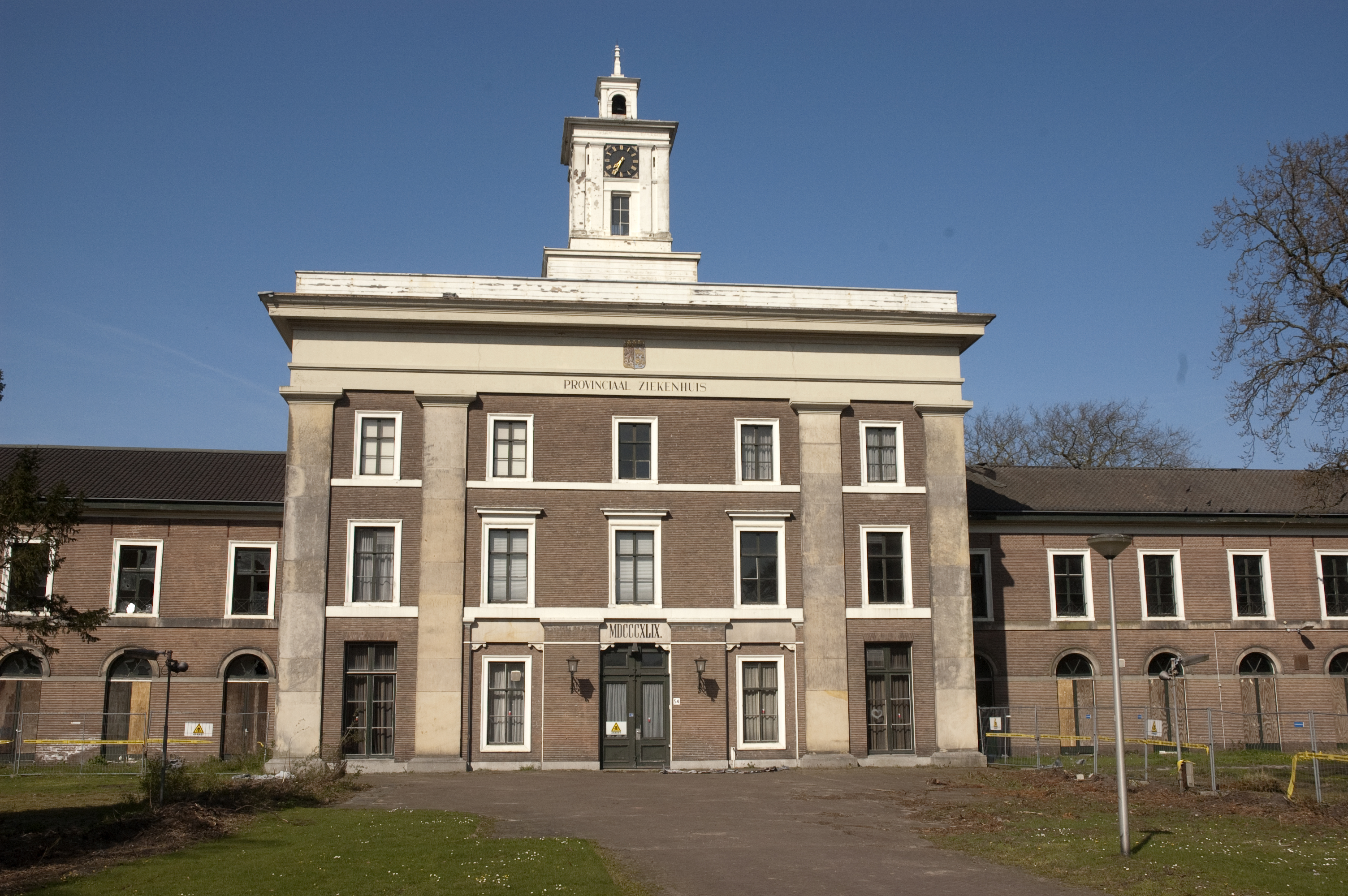
Provinciaal ziekenhuis „Meer en Berg” in Bloemendaal

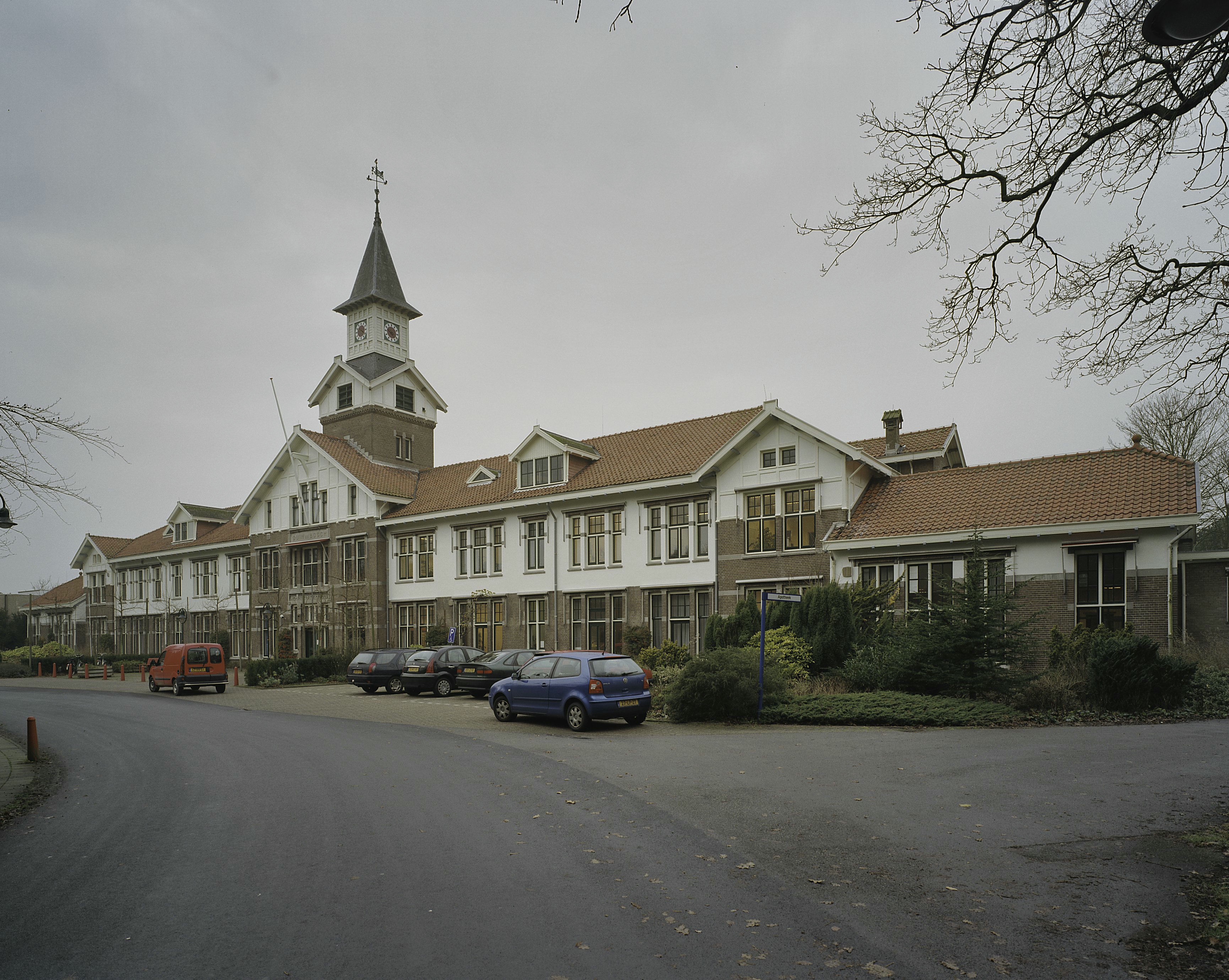
Hoofdgebouw van het provinciaal ziekenhuis „Duin en Bosch” in Bakkum

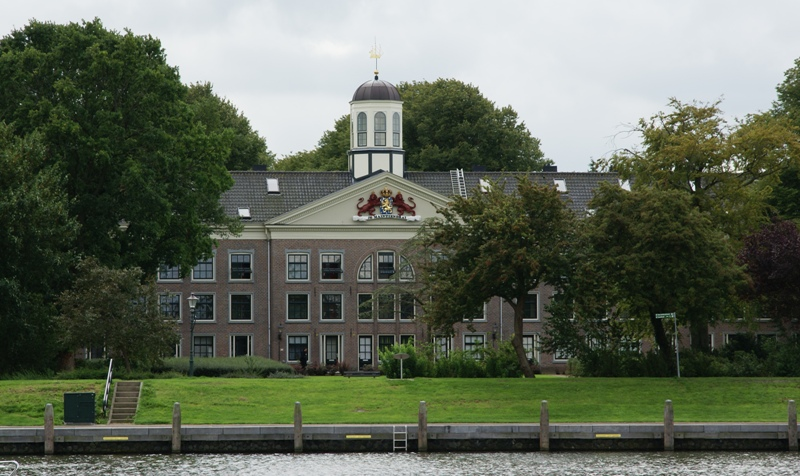
Het voormalige marine-etablissement in Medemblik, van 1923 tot 1967 provinciaal ziekenhuis

Een provinciaal ziekenhuis was in de Nederlandse provincie Noord-Holland gedurende de negentiende en twintigste eeuw een psychiatrisch ziekenhuis dat door de provincie werd ingericht en bekostigd. In totaal zijn er drie van dergelijke provinciale ziekenhuizen geweest.
De oorsprong van deze ziekenhuizen gaat terug op een wat curieuze interpretatie van artikel 8 van de Krankzinnigenwet uit 1841. Dit artikel stelde dat Provinciale Staten van provincies waar geen eigen "geneeskundig gesticht" kon of hoefde te worden gesticht, overeenkomsten moesten sluiten met buiten de provincie gelegen inrichtingen voor de patiënten uit de eigen provincie. De provincie Noord-Holland zag hierin (als enige provincie) een aanleiding zelf psychiatrische instellingen op te richten.
- Als eerste werd in 1849 in de gemeente Bloemendaal, nabij Santpoort, het provinciaal gesticht „Meer en Berg” geopend, aanvankelijk voor 250 patiënten, maar eind 19e eeuw is dat aantal al naar ca. 1300 opgelopen. In 1970 werden hier ruim 900 patiënten verpleegd. In die tijd vonden ook verschillende verbouwingen en moderniseringen plaats, en in 1971 werd op het terrein de jeugdpsychiatrische kliniek „Amstelland” geopend. Inmiddels was de naam van de instelling gewijzigd in provinciaal ziekenhuis "Santpoort". In 1986 werd besloten de kliniek te sluiten, en de patiënten in kleinere instellingen in Amsterdam onder te brengen. Het afzonderen van patiënten uit de samenleving werd als achterhaald beschouwd. Tussen 1987 en 2002 werd de instelling afgebouwd,[2] waarna het terrein van bijna 38 hectare tijdelijk leeg bleef staan.[3] Na een voorbereidingsperiode van ruim tien jaar met heftige discussies is het terrein getransformeerd tot een woongebied met ca. 300 woningen (luxewoningen en 88 sociale woningen).[4] Nadat het monumentale hoofdgebouw grondig was gerenoveerd, zijn er in 2020 44 luxe wooneenheden gerealiseerd. [5][6]
- In 1909 werd in Bakkum, gemeente Castricum, het provinciaal ziekenhuis „Duin en Bosch” in gebruik genomen, dat na verscheidene uitbreidingen maximaal 1000 patiënten mocht opnemen. Tussen 1914 en 1938 onderhield het provinciaal ziekenhuis een eigen tramdienst tussen het ziekenhuis en station Castricum[7][8]. In 1965 waren er 800 bewoners. Als enige van de voormalige Provinciale Ziekenhuizen is Duin en Bosch nog in gebruik als psychiatrische instelling. Op 1 januari 1994 werd het ziekenhuis door de Provincie geprivatiseerd en ondergebracht bij een nieuw opgerichte Stichting Psychiatrisch Ziekenhuis Duin en Bosch, tegenwoordig (2008) onderdeel van GGZ Dijk en Duin.
- In Medemblik werd het sinds 1884 in het oude marine-etablissement gevestigde Rijksgesticht vanaf 1923 een Provinciaal Ziekenhuis. Dit ziekenhuis werd in 1967 weer gesloten, omdat het niet langer voldeed. Er was te weinig ruimte op het buitenterrein voor arbeidstherapie, het aantal patiënten was eigenlijk te klein om een volledige medische staf te rechtvaardigen, en het ziekenhuis was moeilijk te bereiken voor bezoekers. Patiënten en medewerkers verhuisden naar Duin en Bosch.